# Сурначевська Раїса Нефедівна
Раїса Нефедівна Сурначевська (в шлюбі Миколаєва) — радянська льотчиця, учасниця німецько-радянської війни

## Біографія
Народилася 8 серпня 1922 року в Москві. Росіянка. Покликана Фрунзенським РВК міста Москви в 1941 році. У РСЧА з травня 1941 року. Була направлена в авіацію. Проходила службу в 586-му винищувальному авіаційному полку, сформованому з жінок під керівництвом Марини Раскової на літаках Як-1 . Згодом полку присвоєно ім'я Марини Раскової.
У повітряному бою 19 березня 1943 року в парі з Тамарою Пам'ятних з 42 бомбардувальниками Ju-88 в районі важливого залізничного вузла Касторная збили 4 літаки. За це вони були нагороджені орденами Червоного Прапора.
Трохи пізніше англійський король, прочитавши про це повідомленні, надіслав льотчиці в подарунок через радянський МЗС золотий годинник. На годиннику було вигравірувано: «Хоробрій і елегантній льотчиці лейтенанту Раїсі Сурначевській від короля Англії Георга VI!» .
11 травня 1944 року, в парі з командиром полку підполковником Гриднєвим О. В. збила німецький висотний розвідник He-177. Нагороджена орденом Вітчизняний війни II ступеня.
Після війни була партійною працівницею. Працювала в системі управління повітряним рухом аеропорту. Жила в м. Дніпропетровську, мати трьох дітей.

## Нагороди
- Нагороджена орденами Червоного Прапора і Вітчизняної війни, а також медалями.[3]